# Biserica de lemn din Roșcani

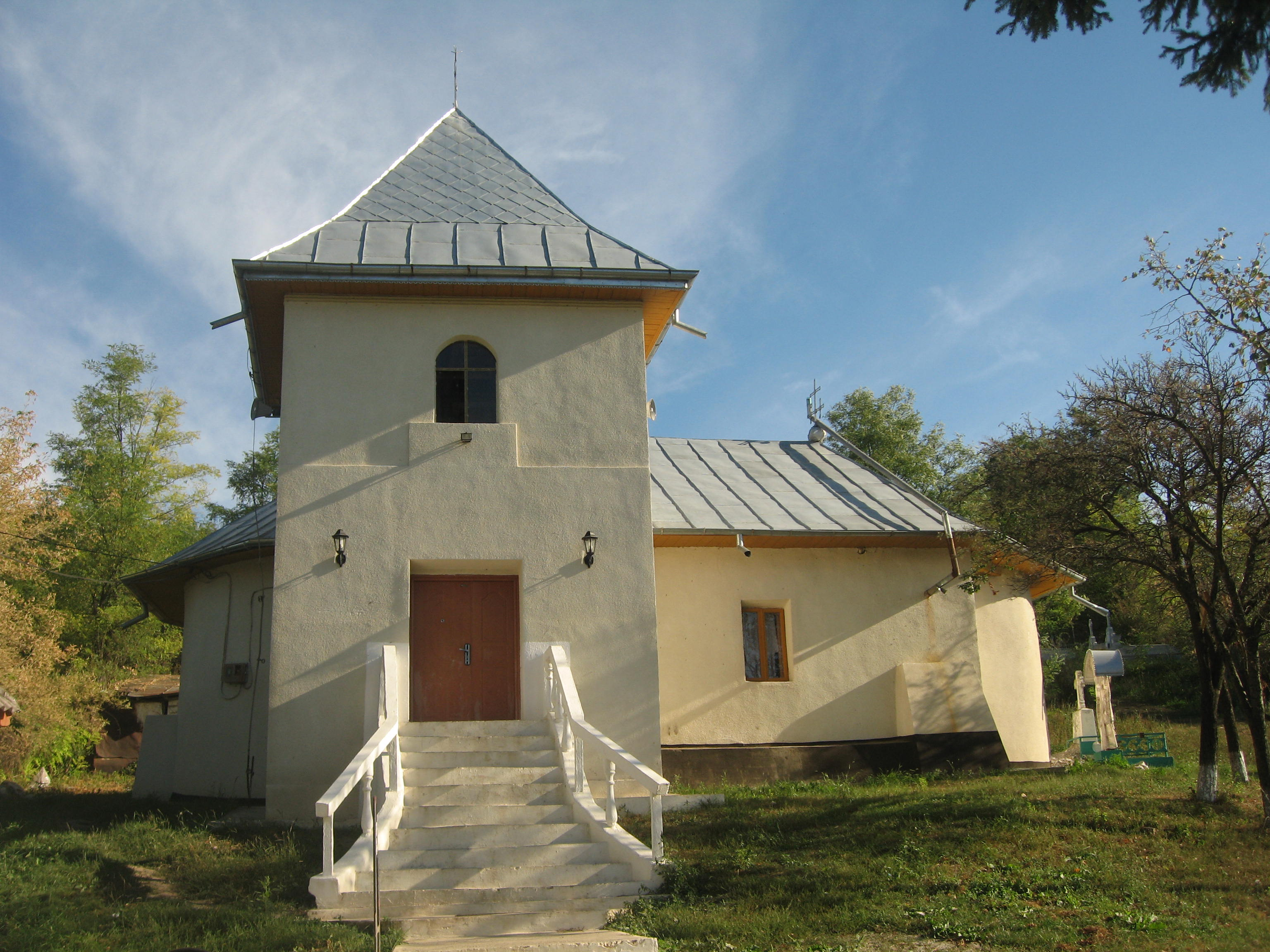
Biserica de lemn din Roșcani.

Biserica de lemn cu hramul Sfântul Gheorghe din Roșcani a fost construită în anul 1780. Ea se află localizată în cimitirul satului Roșcani din comuna omonimă (județul Iași).
Biserica de lemn din Roșcani a fost inclusă pe Lista monumentelor istorice din județul Iași din anul 2015, având codul de clasificare cod LMI IS-II-m-B-04237.

## Istoric
Satul Roșcani se află la o distanță de aproximativ 40 km de municipiul Iași, în partea de nord-est a județului Iași. El este atestat documentar din anul 1772, numele său provenind de la porecla dată proprietăresei moșiei, Roșca, sau de la dealul Roștei.
În anul 1864 s-a înființat comuna Roșcani având în componența sa localitățile Roșcani, Păuleni și Căuești. Ulterior, a fost inclus și satul Rădeni. În decursul timpului, comuna a făcut parte din plasa Cârniceni, din plasa Bivolari, din raionul Iași și din raionul Vlădeni. În anul 1968 comuna Roșcani a fost desființată, satele sale intrând în componența comunei Trifești. Comuna Roșcani a fost reînființată în anul 2004, cu două sate: Rădeni și Roșcani, din cauza comunicării dificile a celor două sate cu satul Trifești (reședința comunei Trifești).
Biserica de lemn din Roșcani a fost construită în jurul anului 1780. Ea a fost refăcută complet în perioada 1818-1819. În decursul timpului s-au efectuat și alte lucrări de reparații ale acestui lăcaș de cult. Pereții exteriori au fost tencuiți și văruiți astfel că nu se mai văd bârnele.
În curtea bisericii se află monumentul eroilor căzuți în primul război mondial. În spatele altarului, este mormântul preotului Gheorghe Ilievig (1840-1870).
În august 2009, directorul Direcției Județene pentru Cultură, Culte și Patrimoniul Cultural Național (DJCCPCN) Iași, Vasile Munteanu, afirma că Direcția de Cultură din Iași era preocupată de restaurarea unor monumente istorice printre care și "de o serie de bisericuțe din lemn precum cele de la Jigoreni, Dagâța sau Roșcani".

## Arhitectura bisericii
Biserica de lemn din Roșcani este construită în totalitate din bârne de lemn. Pereții exteriori au fost tencuiți și văruiți în culoarea gălbuie. Inițial acoperită cu șindrilă, ea are astăzi învelitoare din tablă.
În biserică se intră printr-un pridvor care are deasupra sa un turn-clopotniță.

## Imagini

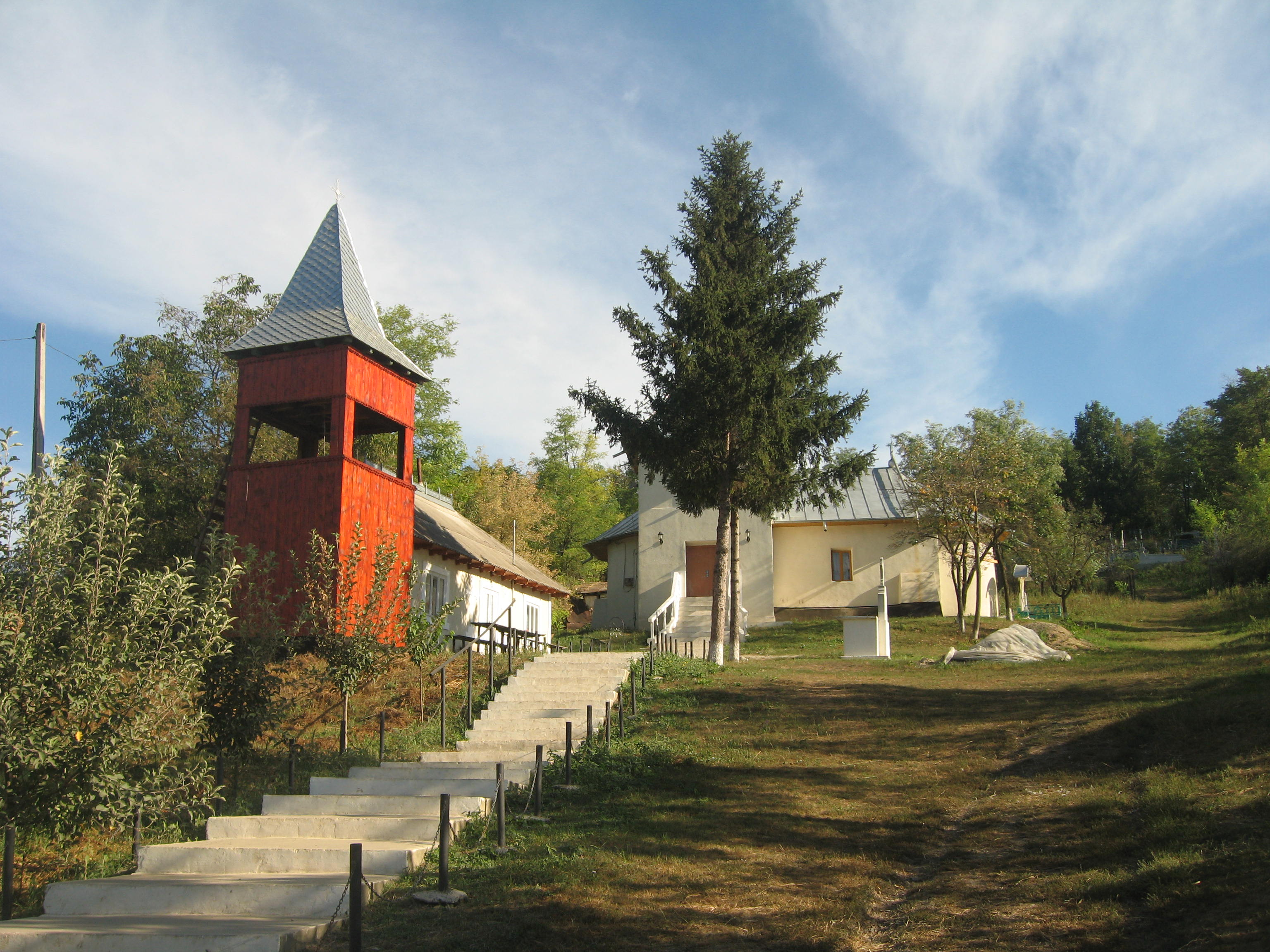
Biserica şi turnul-clopotniţă
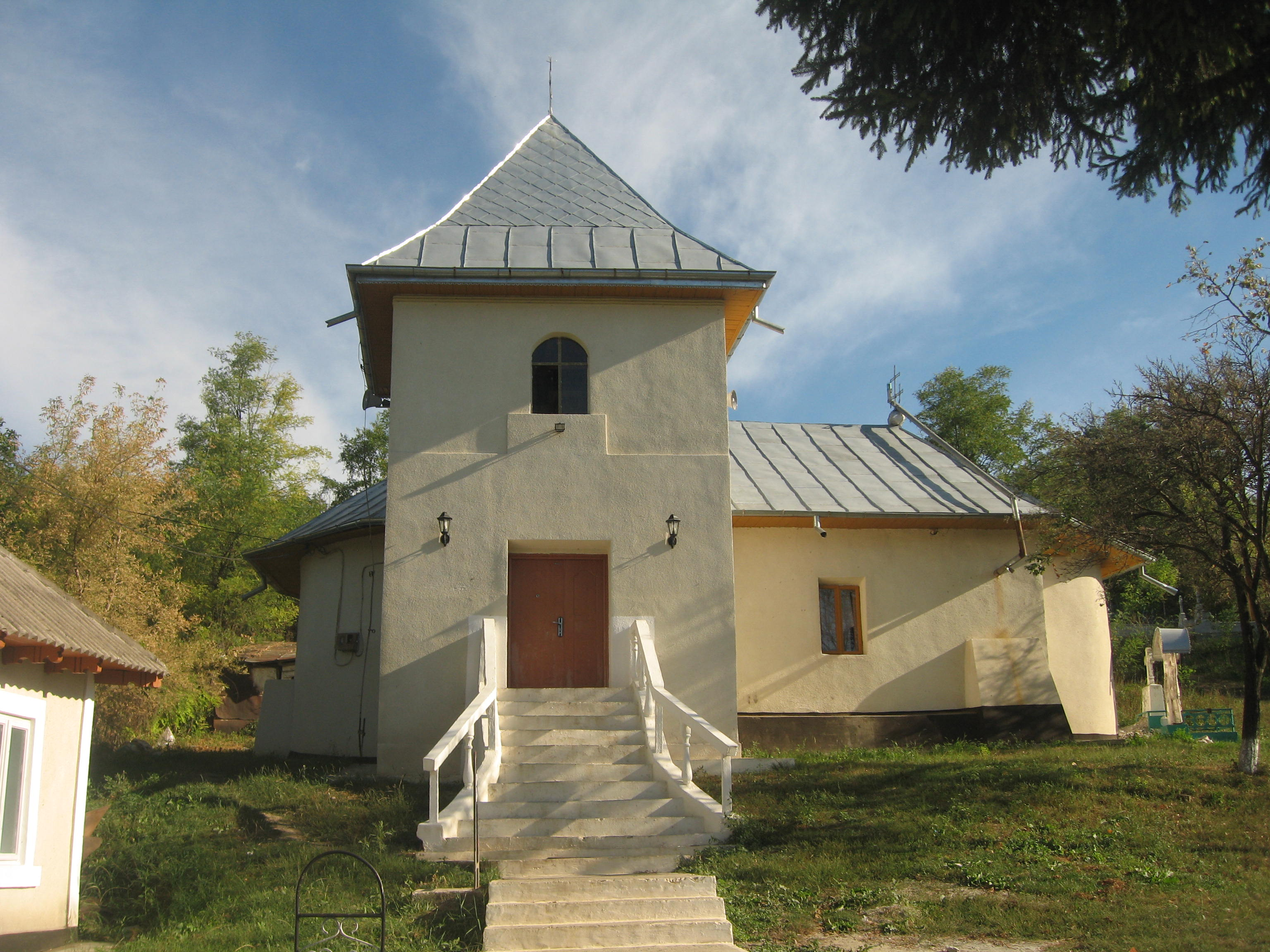
Biserica de lemn din Roșcani - latura sudică
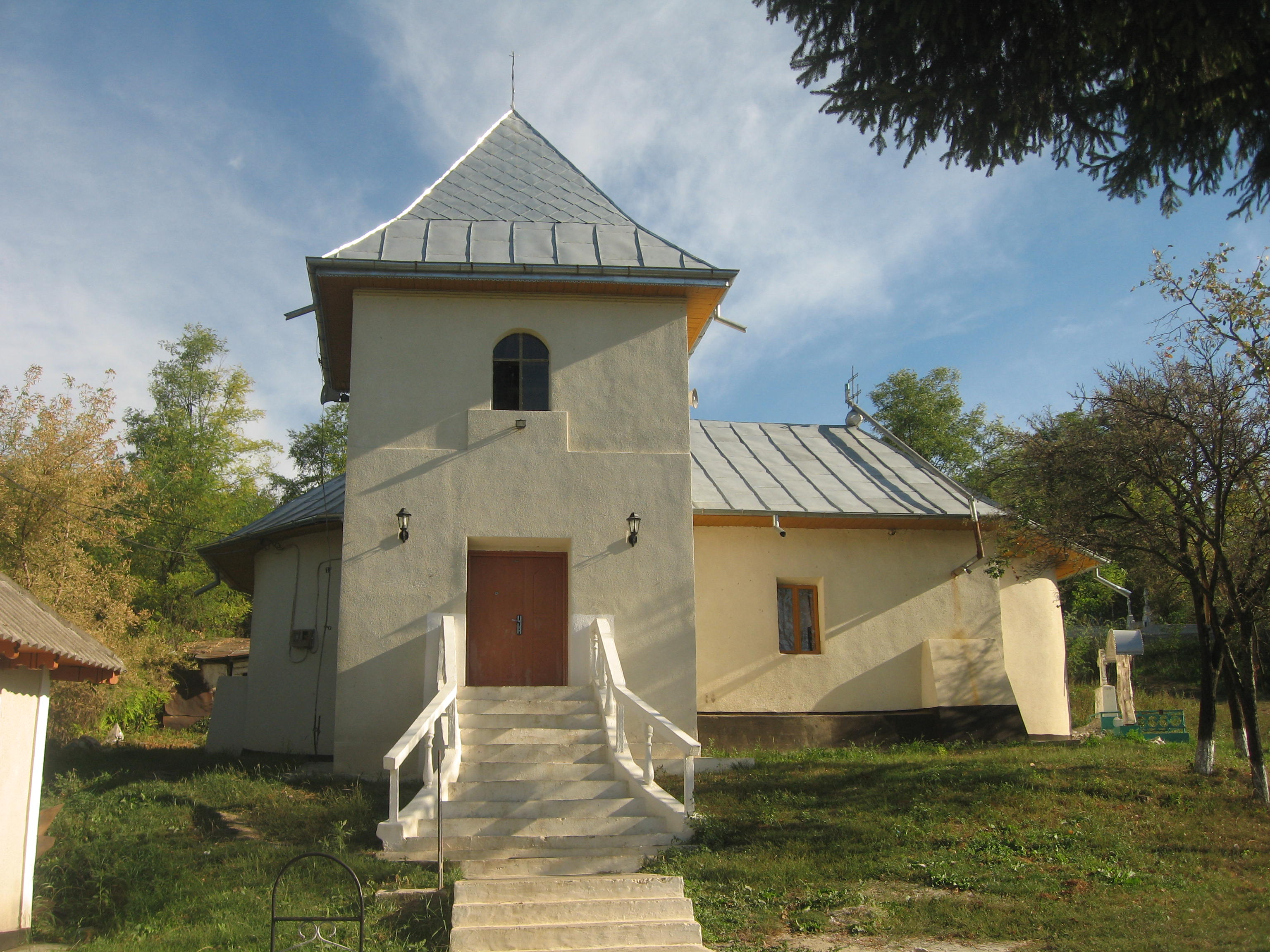
Biserica de lemn din Roșcani
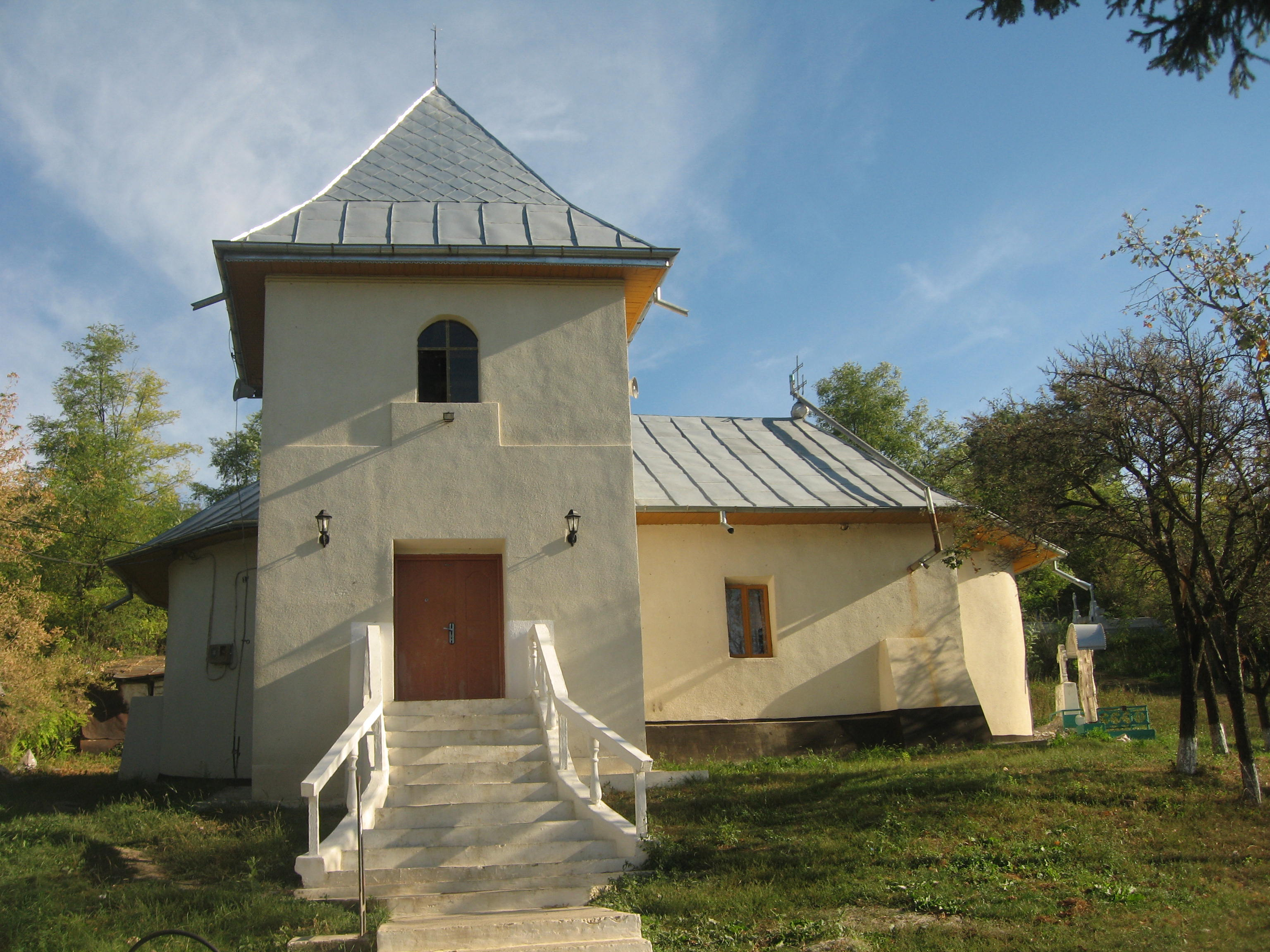
Biserica de lemn din Roșcani
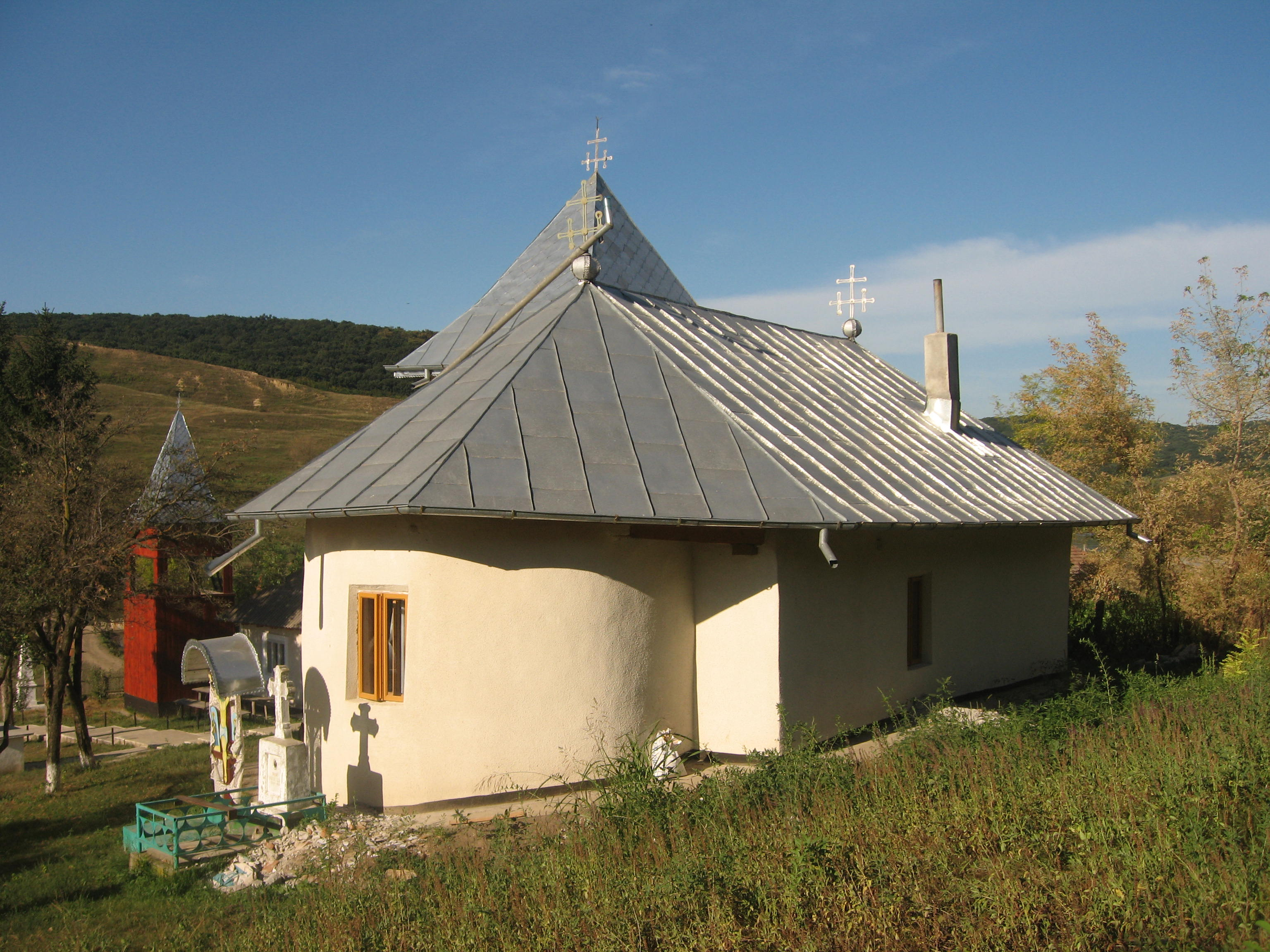
Vedere dinspre nord-est
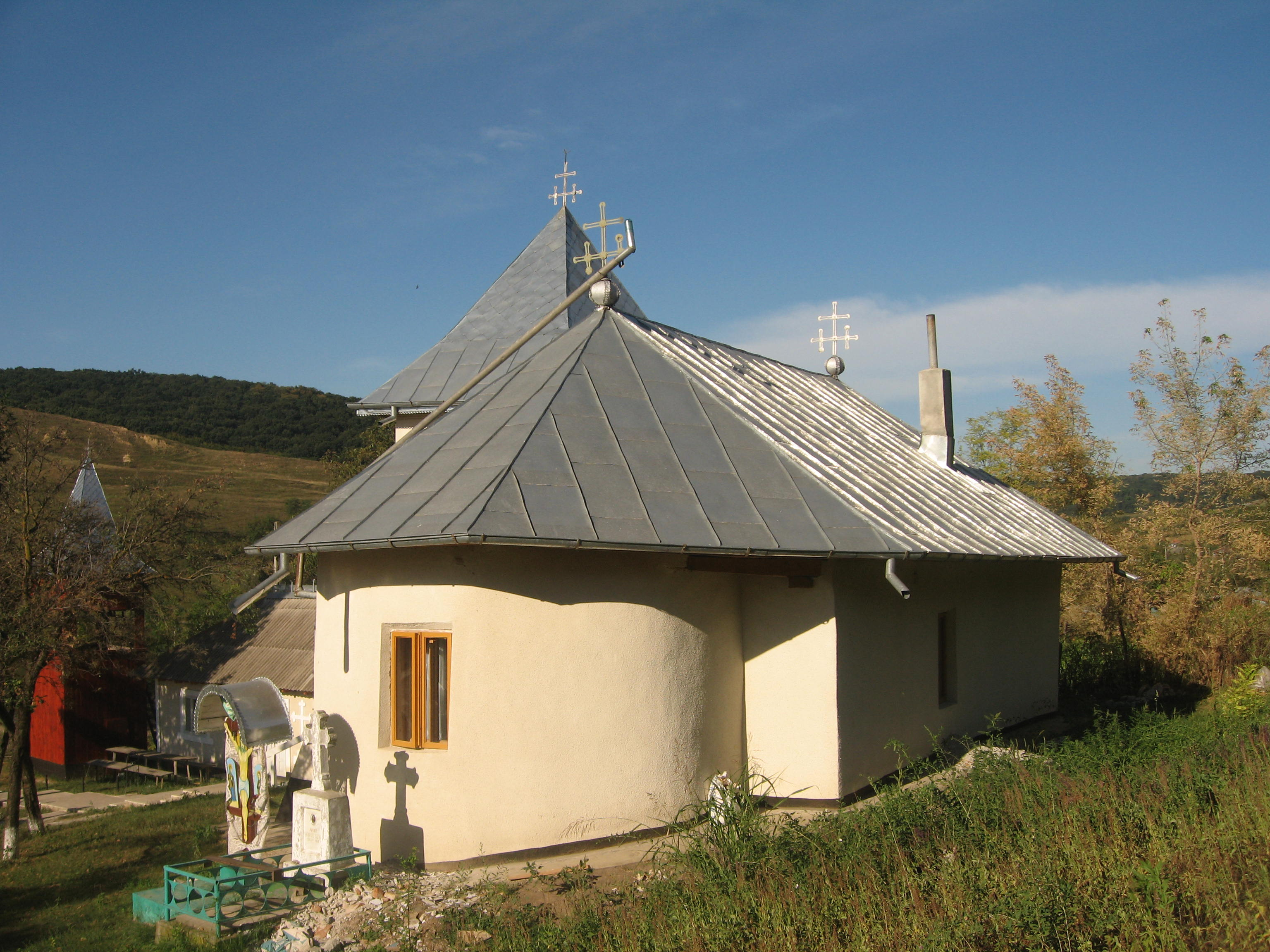
Vedere dinspre nord-est
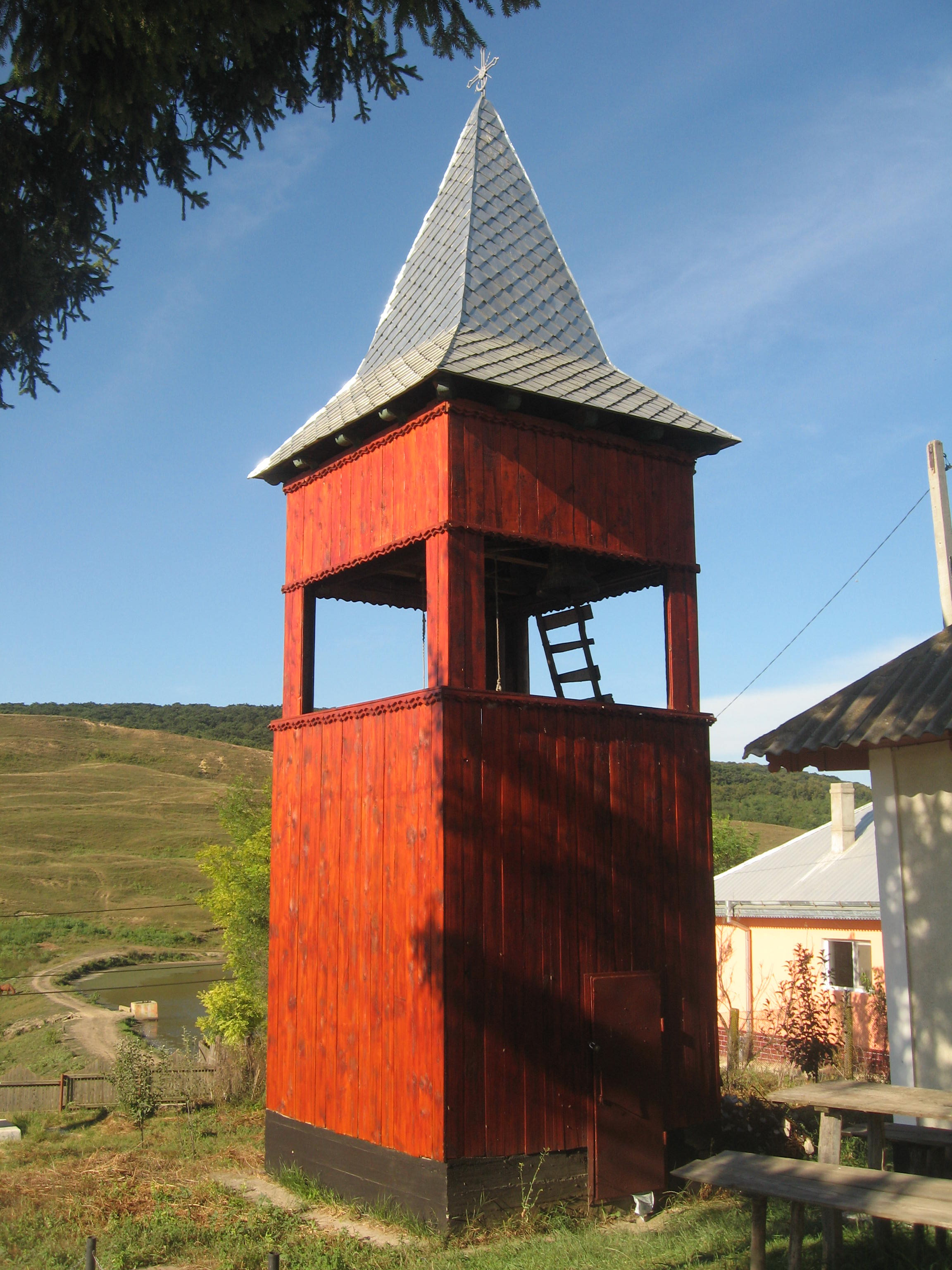
Turnul-clopotniţă din lemn
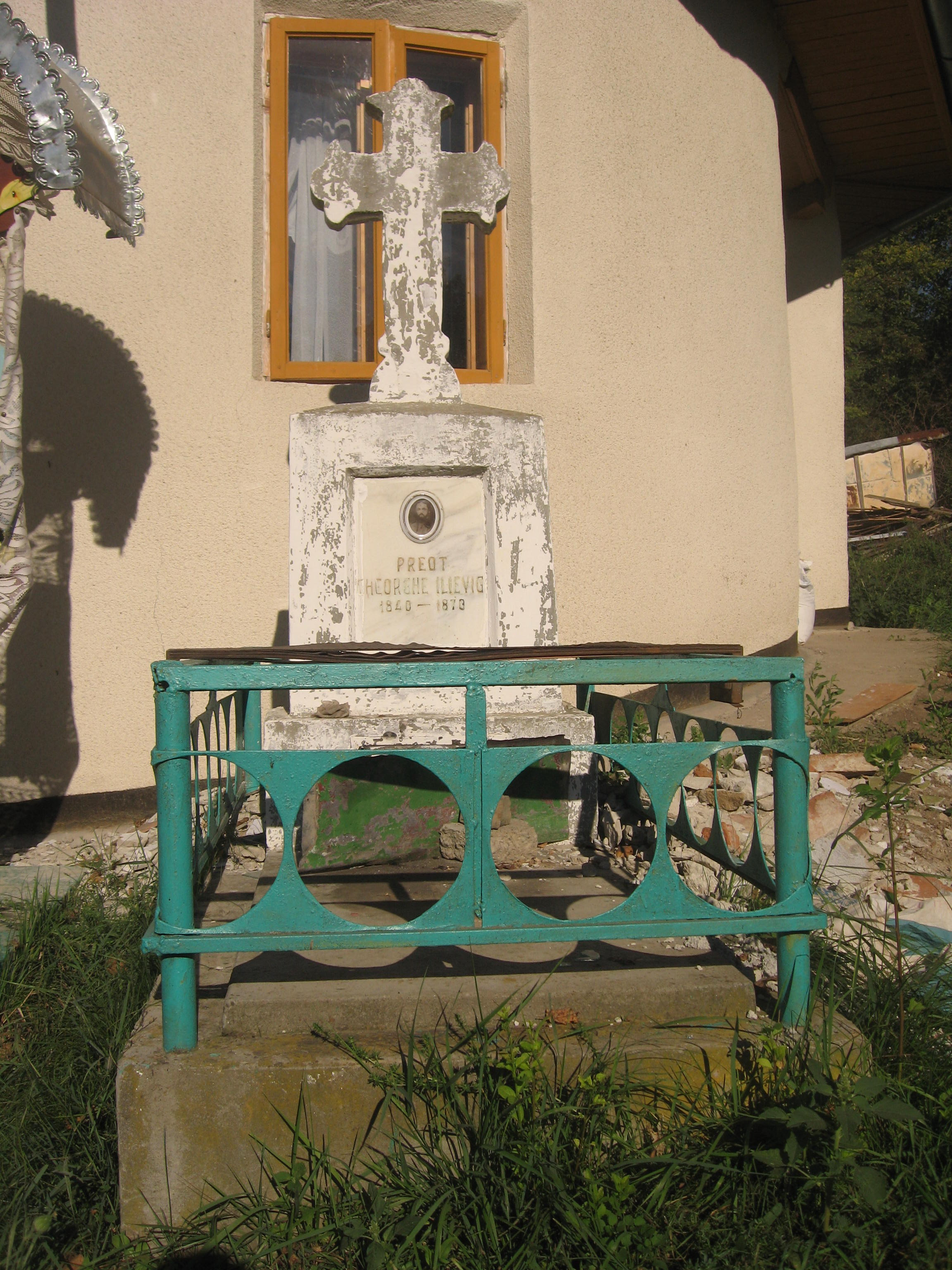
Mormântul preotului Gheorghe Ilievig (1840-1870)